# Marei Al Ramly
Marei Al Ramly (sinh ngày 4 tháng 12 năm 1977 ở Libya) là một tiền vệ bóng đá người Libya. Hiện tại anh thi đấu cho Al-Nasr, và là thành viên của Đội tuyển bóng đá quốc gia Libya.